# Mary Alice

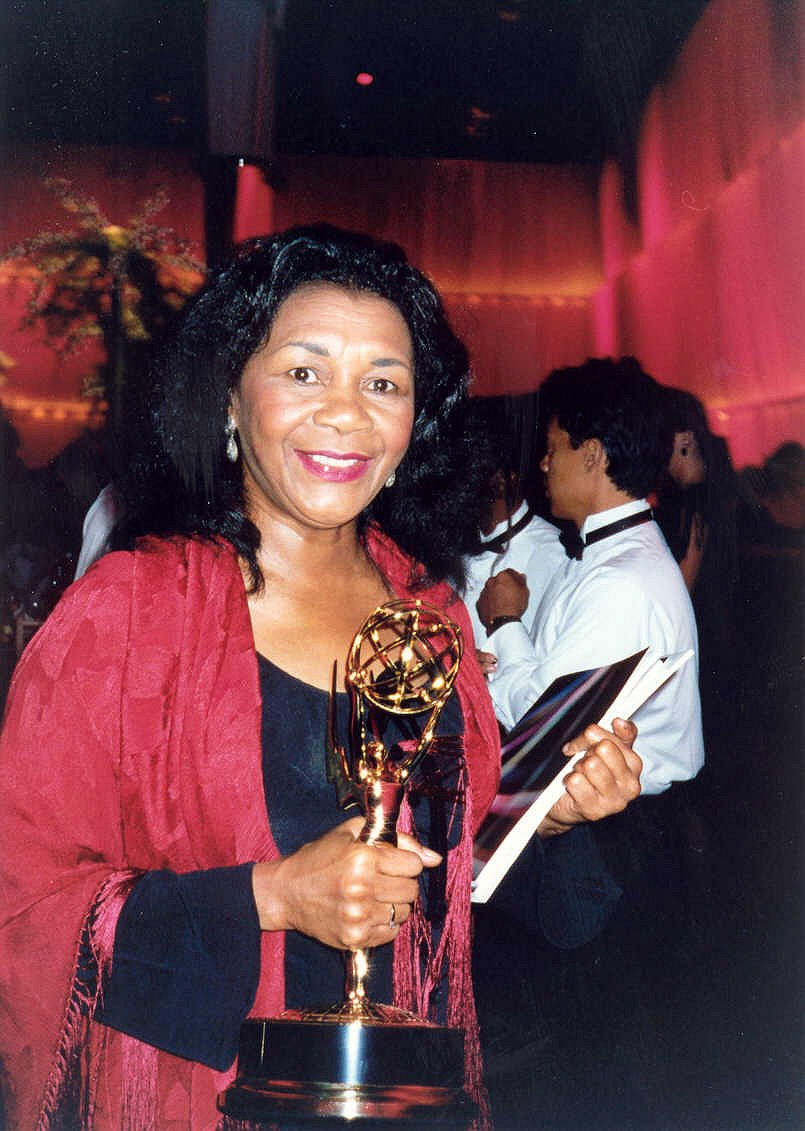
Mary Alice 1993 beim Emmy Awards Governor’s Ball

Mary Alice Smith (* 3. Dezember 1936 in Indianola, Mississippi; † 27. Juli 2022 in New York City) war eine US-amerikanische Schauspielerin.

## Leben
Mary Alice studierte an der Chicago State University und arbeitete als Lehrerin in Chicago. Mitte der 1960er Jahre ging sie nach New York City und hatte 1971 ihr Debüt am Broadway als Cora in No Place to Be Somebody. Ihren größten Theatererfolg erzielte sie 1987, als sie für ihren Auftritt in August Wilsons Drama Fences mit dem Tony Award ausgezeichnet wurde. 2000 fand sie Aufnahme in die American Theatre Hall of Fame.
Von den 1970er-Jahren bis 2005 stand Mary Alice auch für insgesamt über 60 Film- und Fernsehproduktionen vor der Kamera, fast immer in Nebenrollen. Eine ihrer ersten Rollen hatte sie in dem Musicalfilm Sparkle, der inzwischen als Kultfilm gilt. Von 1988 bis 1989 war sie in der Fernsehserie College Fieber in einer festen Rolle als Leticia “Lettie” Bostic zu sehen. Für ihre wiederkehrende Nebenrolle in der Serie I’ll Fly Away wurde sie 1993 mit dem Emmy Award ausgezeichnet. Im Kino spielte sie in Hollywood-Produktionen wie Brian De Palmas Fegefeuer der Eitelkeiten (1990) oder Spike Lees Malcolm X (1992) lange nur kleinere Nebenrollen, ehe sie die Rolle des Orakels in Matrix Revolutions (2003) – zugleich ihr letzter Kinofilm  mit ihrer wohl bekanntesten Rolle – einem internationalen Publikum bekannt machte. In diesem ersetzte sie Gloria Foster, die zwischenzeitlich verstorbene Darstellerin der Rolle in Matrix und Matrix Reloaded.
Mitte der 2000er-Jahre zog sich Mary Alice aus dem Schauspielgeschäft zurück, zu ihrer Berufswahl äußerte sie: „Ich habe diesen Beruf ausgewählt, weil ich fühle, dass ich auf diese Weise meinen Dienst als Mensch erfüllen kann – den menschlichen Zustand zu kommunizieren“. Mary Alice starb im Alter von 85 Jahren eines natürlichen Todes.

## Filmografie (Auswahl)
- 1974: The Sty of the Blind Pig (Fernsehfilm)
- 1974: Die Erziehung von Sonny Carson (The Education of Sonny Carson)
- 1975: Make-up und Pistolen (Police Woman, Fernsehserie, Folge 1x14)
- 1975: Sanford and Son (Fernsehserie, 2 Folgen)
- 1976: Sparkle – Der Weg zum Star (Sparkle)
- 1976: Serpico (Fernsehserie, Folge 1x02)
- 1978: Der schwarze Sheriff (Lawman Without a Gun, Fernsehfilm)
- 1984: Beat Street
- 1984: Die Aufsässigen (Teachers)
- 1988–1989: College Fieber (A Different World, Fernsehserie, 22 Folgen)
- 1990: Zorniger Schlaf (To Sleep with Anger)
- 1990: L.A. Law – Staranwälte, Tricks, Prozesse (L.A. Law, Fernsehserie, Folge 4x18)
- 1990: Zeit des Erwachens (Awakenings)
- 1990: Fegefeuer der Eitelkeiten (The Bonfire of the Vanities)
- 1992: Malcolm X
- 1992: I’ll Fly Away (Fernsehserie, 7 Folgen)
- 1993: Law & Order (Fernsehserie, Folge 3x15 Motiv Mord)
- 1993: Hilfe! Jeder ist der Größte (Life with Mikey)
- 1993: Perfect World (A Perfect World)
- 1994: Aufruhr in Alabama – Die Geschichte des Vernon Johns (The Vernon Johns Story, Fernsehfilm)
- 1994: Das schwarze Paradies (The Inkwell)
- 1996: Das Rosenbett (Bed of Roses)
- 1998: Down in the Delta
- 1999: Cosby (Fernsehserie, 4 Folgen)
- 1999: Der Wunschbaum (The Wishing Tree)
- 2000: Ein Hauch von Himmel (Touched by an Angel, Fernsehserie, Folge 7x07)
- 2002: Oz – Hölle hinter Gittern (Oz, Fernsehserie, Folge 5x01)
- 2002: Land des Sonnenscheins – Sunshine State (Sunshine State)
- 2003: Matrix Revolutions (The Matrix Revolutions)
- 2005: Kojak (Fernsehserie, Folge 1x02)

## Auszeichnungen
- 1987: Tony Award als Beste Nebendarstellerin
- 1993: Emmy Award als Beste Nebendarstellerin in einer Dramaserie
- 2000: Aufnahme in die American Theater Hall of Fame